# Un homme et son chien (film, 2008)
Pour les articles homonymes, voir Un homme et son chien.
Pour plus de détails, voir Fiche technique et Distribution.
Un homme et son chien est un film français réalisé par Francis Huster, sorti en 2008.
Il s'agit d'un remake du film Umberto D. de Vittorio De Sica.
Ce film marque le retour de Jean-Paul Belmondo au cinéma après sept ans d'absence sur les plateaux de tournage à la suite de son accident vasculaire cérébral. Il s'agit également du dernier film de l'acteur.

## Synopsis
Jeanne, séduisante veuve, annonce son remariage à Charles et le met à la porte de chez elle, avec son chien. Elle fut sa maîtresse à la mort de son mari, meilleur ami de Charles, pendant leurs années de marine. Enceinte de père inconnu, Leïla, la jeune employée de maison, ne peut lui offrir que son affection et son lumineux sourire. En retour, Charles lui donnera beaucoup plus. Sans autres ressources qu'une maigre pension, la rue attend Charles et son chien. Aucune main ne se tend vers lui et sa dignité lui interdit de tendre la sienne. Parce qu'il s'est toujours battu, cet homme, son chien à ses côtés, va continuer à se battre. Et lorsqu'ils se retrouvent seuls sur cette voie de chemin de fer le fracas du train qui fonce annonce-t-il la fin ou le commencement d'une autre vie ?

## Fiche technique
- Titre : Un homme et son chien
- Réalisation : Francis Huster
- Scénario : Francis Huster, dialogues : Francis Huster, Murielle Magellan, d'après Umberto D., réalisé par Vittorio De Sica, scénario original Cesare Zavattini
- Musique originale : Philippe Rombi
- Montage : Luciana Reali
- Production : Jean-Louis Livi (F comme Film)
- Pays de production :  France
- Genre : drame
- Durée : 109 minutes
- Dates de sortie :
  - France : 13 novembre 2008 (Festival du film de Sarlat) ; 14 janvier 2009 (sortie nationale)

## Distribution
- Jean-Paul Belmondo : Charles
- Hafsia Herzi : Leïla
- Julika Jenkins : Jeanne
- Francis Huster : Robert
- Antoine Duléry : un ami de Jeanne
- Jean-Luc Lemoine : un invité au piano
- Valeria Cavalli : une invitée de la soirée
- Dolores Chaplin : une invitée de la soirée
- Jacques Spiesser : le libraire
- Pierre Cassignard : Jean-Luc, l'employé du libraire
- François Perrot : Albert, l'homme hospitalisé
- Nicole Calfan : la femme de l'homme hospitalisé
- Steve Suissa : le fils de l'homme hospitalisé
- Jean Dujardin : l'ouvrier
- Aurélien Wiik : l'ami de Leïla
- Daniel Olbrychski : le chauffeur de taxi polonais
- Sarah Biasini : la jeune femme de la SPA
- Bruno Lochet : Jean-Louis, employé de la SPA
- Carlo Nell : un employé de l'hôtel
- Michèle Bernier : une voyageuse du tramway
- Patrick Bosso : un voyageur du tramway
- Rachida Brakni : la contrôleuse du tramway
- Antoine Nouel : le contrôleur du tramway
- José Garcia : un voyageur du tramway
- Pierre Mondy : Baptistin, le cuistot
- Agathe Natanson : l'infirmière de la maison de retraite
- Max von Sydow : le commandant
- Emmanuelle Riva : la femme croyante
- Françoise Fabian : la femme d'Achab
- Daniel Prévost : Achab
- Charles Gérard : un sans domicile fixe
- Jean-Marc Thibault : un homme à la soupe populaire
- Robert Hossein : un homme à la soupe populaire
- Jean-Pierre Bernard : un homme à la soupe populaire
- Caroline Silhol : la femme s'occupant de la soupe populaire
- Micheline Presle : la clocharde digne
- Yves Le Moign'  : l'homme qui veut donner de l'argent à Charles
- Cristiana Reali : la mère dans le parc
- Tchéky Karyo : le guitariste dans le parc
- Barbara Schulz : la jeune femme au guichet SNCF
- Natalia Dontcheva : la guichetière SNCF
- Linda Hardy
- Sara Mortensen
- Laurent Olmedo

Le chien, dont le nom est Clap, est de race Petit basset griffon vendéen.

## Accueil et critiques
Malgré le retour au cinéma de Jean-Paul Belmondo, ce film fut un échec sur le plan commercial (seulement plus de 200 000 entrées).
Après ce retentissant échec artistique, populaire et critique, Francis Huster ne réalisera plus aucun film.